# فرهاد، سمرقند
فرهاد (به ازبکی: Farhod) یک منطقهٔ مسکونی در ازبکستان است که در استان سمرقند واقع شده‌است. طبق آخرین سرشماری مربوط به ۱۹۸۹ جمعیت فرهاد ۴٬۱۳۴ نفر بوده است.